# Propoxur
Propoxur ist ein als Fraß- bzw. Kontaktgift eingesetztes Insektizid und Akarizid, das zur Klasse der Carbamate gehört.

## Geschichte
Die Verbindung wurde 1959 entwickelt und 1961 von der Chemiefirma Bayer AG auf den Markt gebracht.

## Verwandte Verbindungen und Synthese
Eine abgeleitete Verbindung ist 2-Isopropoxyphenol, aus der durch Zugabe von Methylisocyanat, unter katalytischer Zuhilfenahme von Triethylamin, der Wirkstoff Propoxur synthetisiert werden kann.

## Verwendung
Propoxur wurde unter anderem als Schädlingsbekämpfungsmittel in der Landwirtschaft und im häuslichen Bereich, sowie als Mittel gegen Flöhe bei Hunden und Katzen (Darreichungsformen sind beispielsweise Puder, Halsbänder, Sprays und Shampoo) verwendet.

## Zulassung
Seit dem 1. Juni 2009 ist die Entscheidung 2009/324/EG der europäischen Kommission vom 14. April 2009 gültig, die im Rahmen der europäischen Biozidgesetzgebung verabschiedet wurde. Darin wurde die Nichtaufnahme für den Wirkstoff Propoxur für die Produktart 18 (Insektizide, Akarizide und Produkte gegen andere Arthropoden) beschlossen. Es wurde eine Abverkaufsfrist von 12 Monaten eingeräumt, die am 31. Mai 2010 endete. Seit diesem Datum dürfen Biozidprodukte, die Propoxur enthalten und der Produktart 18 angehören, nicht mehr in den Verkehr gebracht werden.
In Deutschland, Österreich und der Schweiz besteht keine Zulassung als Pflanzenschutzmittel.

## Toxikologie
Die mittlere letale Dosis (LD50) für Ratten liegt bei oraler Aufnahme bei etwa 41 mg je Kilogramm Körpergewicht.
Bei Überdosierung kann es bei behandelten Tieren zu neurologischen Symptomen kommen. Das Antidot ist Atropin.
Über kanzerogene Wirkungen von Propoxur liegen keine Berichte vor. In Tierversuchen zeigte Propoxur bei hoher Dosierung eine teratogene Wirkung.

## Handelsnamen
- Kiltix, Bolfo, Trixie